# Konzervativní a sociální hnutí
Konzervativní a sociální hnutí, dříve Národní sjednocení byla česká krajně pravicová strana s křesťansko-konzervativními prvky.
Hlásí se k odkazu prvorepublikového Národního sjednocení. Byla zaregistrována 12. dubna 2002. Nemá své zástupce v žádném z volených sborů.
V září 2007 ministr vnitra na základě stanoviska kontrolního výboru Poslanecké sněmovny navrhl Nejvyššímu správnímu soudu pozastavení činnosti strany Národní sjednocení. Důvodem bylo údajné nesplnění zákonem dané povinnosti odevzdat výroční finanční zprávu za předchozí rok. Pozastavení činnosti bylo zrušeno 29. 4. 2008.

## Název
| Pořadí | Název                          | Zkratka | Od        | Do        |
| ------ | ------------------------------ | ------- | --------- | --------- |
| 1.     | Národní sjednocení             | NSJ     | 12.4.2002 | 23.4.2014 |
| 2.     | Konzervativní a sociální hnutí | KSH     | 23.4.2014 |           |

## Politická platforma
- Silný národní stavovský stát křesťanském a sociálním principu.
- Stát založený na tradičních hodnotách.
- Stát, ve kterém bude rozhodovat český národ.
- Stát, ve kterém zaručíme ochranu soukromého majetku.
- Stát zákonem zaručující ochranu našeho kulturního dědictví a znemožňující jeho zcizení.

## Volby
Byla členem někdejší „Národní pětky“ a ve volbách do Poslanecké sněmovny v roce 2006 kandidovali členové strany na kandidátkách hnutí Právo a Spravedlnost - ANO tradiční rodině, NE korupci a kriminalitě. Pro toto hnutí hlasovalo 0,23 % oprávněných voličů.

## Seznam předsedů
| Pořadí | Osoba              | Od                 | Do                 |
| ------ | ------------------ | ------------------ | ------------------ |
| 1.     | Jan Skácel         | 23. června 2002    | 13. prosince 2002  |
| 2.     | František Červenka | 13. prosince 2002  | 1. července 2006   |
| 3.     | Martin Čejka       | 1. července 2006   | 17. února 2007     |
| 4.     | Jan Vrtík          | 17. února 2007     | 22. listopadu 2008 |
| 5.     | Roman Filcík       | 22. listopadu 2008 | 18. prosince 2010  |
| 6.     | David Macháček     | 18. prosince 2010  | 1. března 2013     |
| 7.     | Ladislav Malý      | 1. března 2013     | 10. května 2015    |
| 8.     | Pavel Krešne       | 10. května 2015    | dosud              |